# Adrien Lebeau
Adrien Lebeau (* 8. července 1999) je francouzský profesionální fotbalista, který hraje na pozici záložníka za německý klub FC Hansa Rostock.

## Klubová kariéra
Dne 28. května 2019 podepsal Lebeau svou první profesionální smlouvu se Štrasburkem. Svůj profesionální debut si odbyl 25. srpna 2019 při prohře 0:2 v Ligue 1 s Rennes.
Lebeau se připojil k německému klubu Waldhof Mannheim v srpnu 2021.
Dne 4. srpna 2023 podepsal Lebeau smlouvu s Brestem v Ligue 1 na jednu sezónu s opcí na druhý rok.
Dne 2. července 2024 podepsal Lebeau smlouvu s klubem FC Hansa Rostock.